# Ludvík Svoboda
Ludvík Svoboda (25. listopadu 1895 Hroznatín – 20. září 1979 Praha) byl československý voják a politik, účastník prvního a druhého odboje a v letech 1968–1975 sedmý prezident Československa.
Během druhé světové války velel jako brigádní generál 1. československému armádnímu sboru na východní frontě, bojujícímu v sestavě Rudé armády Sovětského svazu. Po osvobození Československa byl v letech 1945 až 1950 ministrem národní obrany. Po dlouhých letech v ústraní byl v roce 1968 zvolen prezidentem Československé socialistické republiky. Jeho druhé funkční období bylo de facto ze zdravotních důvodů předčasně ukončeno v roce 1975 na základě pro tento účel přijatého ústavního zákona č. 50/1975 Sb.

## Život

### Mládí

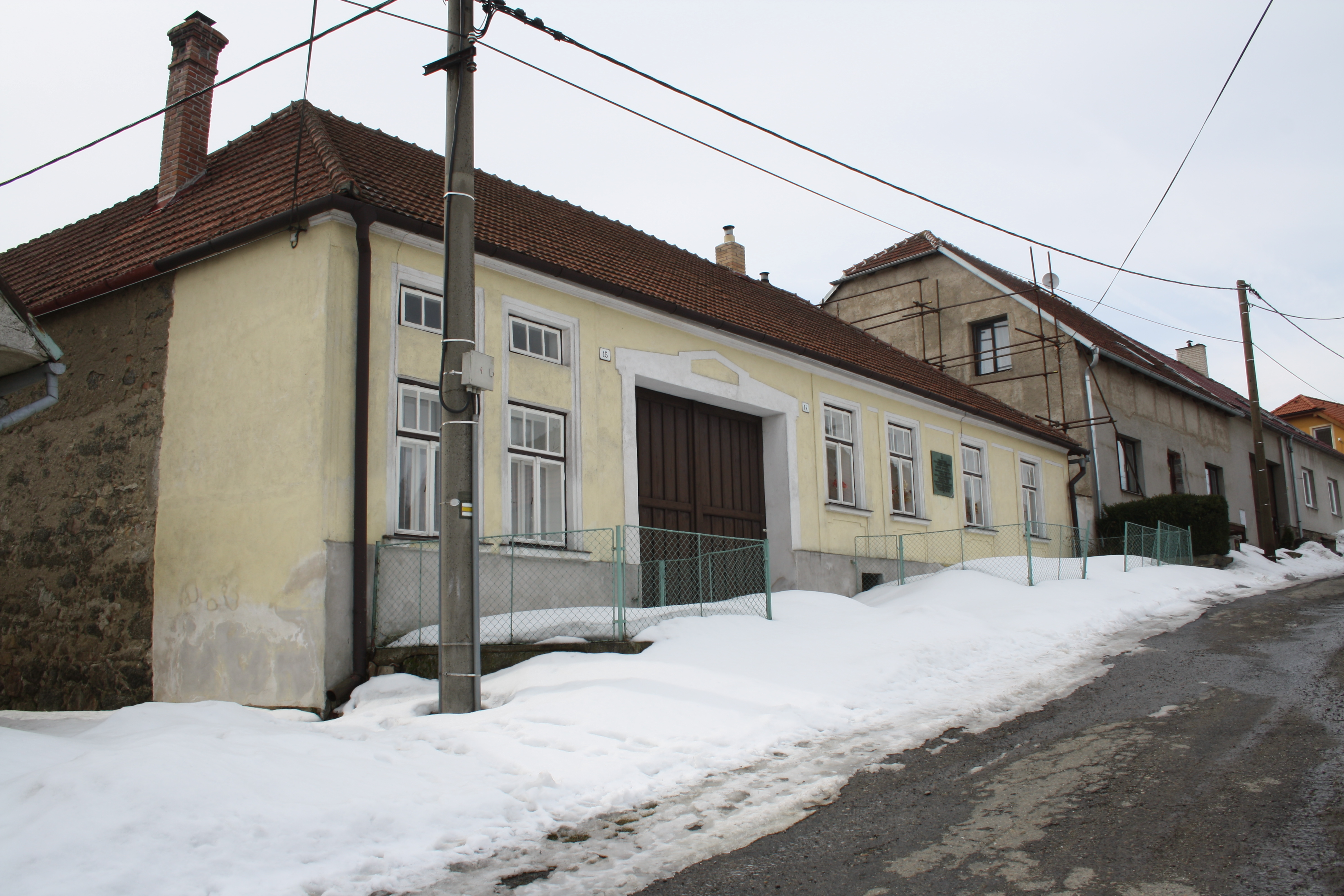
Rodný dům Ludvíka Svobody v Hroznatíně

Narodil se v Hroznatíně na Českomoravské vrchovině jako třetí dítě do selské rodiny Jana Svobody (1862–1896) a jeho manželky Františky, rozené Chalupové (1868–??). Otec mu zemřel, když byl Ludvíkovi sotva jeden rok (9. prosince 1896), podle matriky na následky kopnutí „koňskou nohou do břicha“. Matka se v roce 1898 podruhé vdala za Františka Nejedlého (1862–1913). Ludvík tak vyrůstal se starším bratrem a sestrou z prvního manželství a třemi sourozenci z druhého manželství matky. Po absolvování měšťanské školy navštěvoval Zemskou zemědělskou školu ve Velkém Meziříčí, kde získal agronomické vzdělání, které si doplnil praxí ve vinařství v Rakousku. V roce 1915 byli oba bratři Josef i Ludvík odvedeni do rakousko-uherské armády, Ludvík jako domobranec k pěšímu pluku č. 81. Starší sestra Marie byla již vdaná. Matka se třemi mladšími sourozenci zůstala po smrti svého druhého manžela na statku hospodařit sama.

### První světová válka
V roce 1915 byl starší bratr Josef poslán na srbskou frontu, mladší Ludvík na ruskou. Ještě téhož roku 7. září padl Ludvík Svoboda u Tarnopolu do zajetí. Poté vstoupil do hasičského sboru města Kyjeva, kde absolvoval odborný výcvik. 5. srpna 1916 se přihlásil do československých legií. Bojoval v bitvách u Zborova, u Bachmače a zúčastnil se bojů o Sibiřskou magistrálu proti bolševické Rudé armádě. V legiích byl jmenován poručíkem 6. února 1919, kapitánem 16. srpna 1919 s platností od 1. května 1919. Kurz poddůstojnické školy ukončil 26. prosince 1917. Kurz důstojnické školy absolvoval na jaře 1919. Do vlasti se vrátil s jedním z posledních lodních transportů přes Japonsko, Tichý oceán, Panamský průplav a USA. V září 1920 se v hodnosti kapitána vrátil s 3. plukem Jana Žižky z Trocnova do své posádky v Kroměříži.

### Meziválečné období
Po návratu z války L. Svoboda okamžitě demobilizoval a ujal se rodného statku. Jeho starší bratr Josef, hospodář, byl v rakouské armádě odsouzen za neposlušnost k trestu španglemi („Krutým trestem, který v rakouské armádě přežíval z feudálních časů. Pověsili ho na palčivém slunci na několik hodin za ruce spoutané za zády. Bratr tu trýzeň nevydržel. Na následky překrvení mozku a úžehu zemřel.“). Byl pochován u srbského města Čačaku v bratrské mohyle. V souvislosti s pokusem excísaře Karla zmocnit se v Maďarsku trůnu byl znovu, jako mnozí legionáři, mobilizován. Tehdy byl získán, aby zůstal sloužit v nově se zakládající armádě. Hospodářství předal mladšímu bratru Františku Nejedlému a nastoupil u svého mateřského 3. pluku Jana Žižky z Trocnova v Kroměříži.
Dne 11. června 1923 se na Velehradě oženil s Irenou Stratilovou z mlynářské rodiny ze Cvrčovic nedaleko Kroměříže. V témže roce nastoupil Svoboda v hodnosti štábního kapitána službu na Podkarpatské Rusi u 36. pluku v Užhorodě. Tam setrval do roku 1931. Manželům Svobodovým se v Kroměříži narodil 15. května 1924 syn Miroslav a v Užhorodě 4. prosince 1925 dcera Zoe.
V době své služby na Podkarpatské Rusi absolvoval L. Svoboda řadu kurzů ke zvýšení kvalifikace: střelecký kurz v Milovicích (1927), stáž u dělostřeleckého pluku č. 12 v Užhorodě (1928), stáž u leteckého pluku v Piešťanech (1931). Naučil se maďarsky a složil zkoušku z maďarského jazyka a literatury na Univerzitě Komenského v Bratislavě. Vzhledem k nedostatku pedagogů – důstojníků znalých maďarštiny, byl Svoboda pověřen její výukou na Vojenské akademii v Hranicích v letech 1931–1934.
V roce 1934 byl povýšen na podplukovníka a převelen ke svému původnímu 3. pluku Jana Žižky v Kroměříži. Prošel řadou velitelských funkcí, byl velitelem náhradního praporu, instrukčních kurzů záložních důstojníků. Jako velitel náhradního praporu byl v roce 1937 pověřen přípravou všeobecné mobilizace. V roce 1938 odešel s mobilizovaným praporem do pohraničí – do Dolních Kounic na jižní Moravě. 15. března 1939 musel předat kasárna v Kroměříži rakouskému plukovníkovi z německého Wehrmachtu, jehož jednotka okupovala toto město.

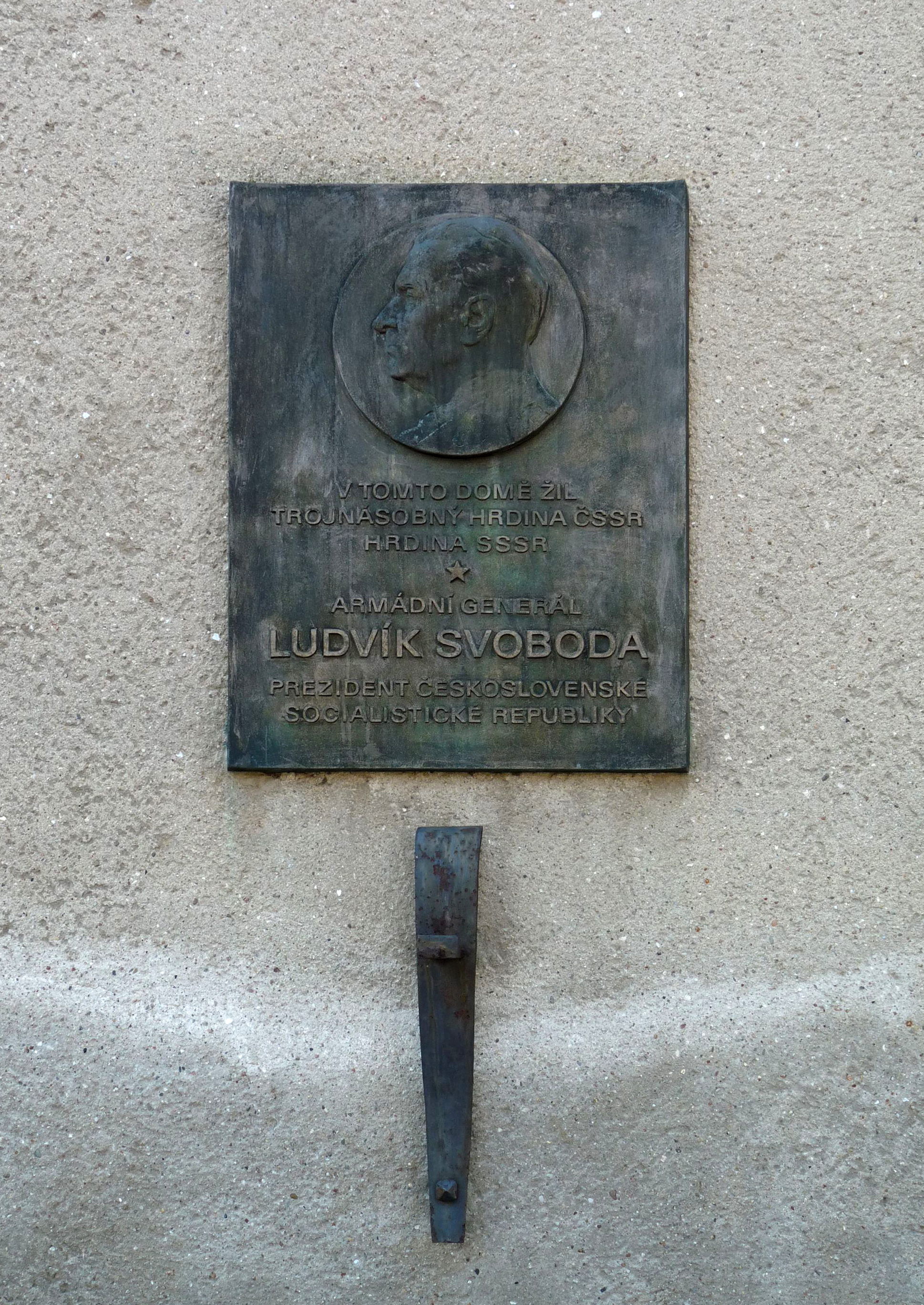
Pamětní deska v Kroměříži na domě v ulici Gen. Svobody 1234/35, ve kterém rodina Svobodových žila

V Kroměříži si Svobodovi v roce 1933 postavili dům, který jim po záboru pohraničí umožnil poskytnout azyl dvěma rodinám vyhnaným z pohraničí. Na domě v dnešní ulici Gen. Svobody 1234/35 byla v roce 1976 umístěna pamětní deska. Zde působil ve vedení místní jednoty Československé obce legionářské.

### Druhá světová válka
Po rozbití Československa nacistickým Německem a okupací Čech a Moravy se Svoboda zapojil do organizování vojenské odbojové organizace Obrana národa na Kroměřížsku. Začátkem června 1939 přešel ilegálně do Polska. Důstojníků jeho věku a hodnosti, kteří by zanechali doma rodinu v nejistotě a nebezpečí, nebylo mnoho. V Polsku, jako nejstarší a nejvyšší důstojník, velel vojenské skupině ve vojenském táboře v Krakově – Malých Bronowicích. Přes tento tábor procházely stovky emigrujících mladších důstojníků. Během tří měsíců bylo vypraveno do Francie 1200 letců. Ti vojáci, kteří v Polsku zůstali, měli vytvořit čs. vojenskou jednotku na území Polska.
Polský prezident povolil čs. vojenskou jednotku označenou „Legie Čechů a Slováků“ až třetí den (3. září 1939) po napadení Polska Německem, takže mohl jen málo zasáhnout do bojů. Po porážce Polska v září 1939 převedl Svoboda skupinu více než 700 důstojníků a vojáků do azylu do Sovětského svazu (SSSR). Únik skupiny do Rumunska byl vyloučen, protože hrozilo, že by ji Rumuni předali Němcům. V SSSR se skupina ihned přejmenovala na „Východní skupinu čs. armády“. Skupina přešla beze zbraní a v civilu, ale jako vojenský útvar se souhlasem československého vyslance v Polsku Juraje Slávika, a po dojednání se sovětskými diplomatickými orgány na území Polska. Aby se jako civilní emigranti nerozptýlili po Sovětském svazu, který měl v té době s Německem dohodu o vzájemném neútočení (v rámci tzv. paktu Ribbentrop–Molotov), byli vojáci od veřejnosti izolováni v internačních táborech, v nichž vedli život podle předpisů čs. armády. Tyto internační tábory nebyly ani zajatecké, ani pracovní, ani gulagy.
V době internace pobývala „Čs. vojenská skupiny východní“ postupně v následujících místech: Kamenec Podolský, Olchovce, Jarmolince, Oranky a Spaso-Jevfimijův klášter v Suzdalu. Na území SSSR nebylo v té době československé diplomatické zastoupení a podplukovník Ludvík Svoboda vedl po dva roky (až do přepadení Sovětského svazu Německem) diplomatická jednání se sovětskými orgány, aby mohla být tato vojenská skupina udržena v celku, aby byla materiálně podporována a aby větší část důstojníků a poddůstojníků této skupiny mohla být přepravena do zemí, které bojovaly proti Německu – tedy do Francie, po jejím pádu do Velké Británie a později na Blízký východ. Celkem bylo vypraveno za pomoci Sovětů 12 transportů se 662 muži, 12 ženami a 6 dětmi. V té době čs. politické vedení v emigraci v čele s exilovým prezidentem Edvardem Benešem nebylo československými předmnichovskými spojenci – tedy právě Francií a Velkou Británií – ještě uznáváno. Do té doby neprohlásili mnichovskou dohodu a hranice Protektorátu Čechy a Morava za neplatné. Českoslovenští letci museli ve Francii až do jejího napadení Německem sloužit ve francouzské Cizinecké legii, jejich vojenské hodnosti však jim byly sníženy nebo neuznány.
Měsíc po napadení SSSR Německem byla československými politickými představiteli 18. července 1941 podepsána dohoda se Sovětským svazem o obnově diplomatických styků a vzájemné spolupráci ve válce proti Německu. Dohoda umožňovala organizovat v Sovětském svazu samostatnou československou vojenskou jednotku. Pplk. Ludvík Svoboda se významně podílel na přípravě této vojenské dohody a rovněž na sjednání podmínek pro spolupráci sovětských a československých zpravodajských služeb. Na československé straně byl spojovacím důstojníkem (tehdejší hodnost) plukovník Heliodor Píka. Kvůli tomu Svoboda několikrát odjel ze SSSR do tureckého Istanbulu. V Moskvě byla již na jaře 1941 ustanovena tajná Čs. vojenská mise, jejímž velitelem byl plk. Heliodor Píka a jeho zástupcem byl pplk. Ludvík Svoboda.
Na přelomu května a června 1941 Ludvík Svoboda a zpravodajský důstojník Hieke-Stoj kontaktovali L. Krna, zástupce vyslance Slovenského státu v Moskvě. Hieke-Stoj přemluvil diplomata ke spolupráci. V souvislosti s touto akcí byl Svoboda zadržen sovětskou kontrarozvědkou a obviněn ze spolčení s nepřítelem Sovětského svazu a ze špionáže. Nedorozumění se vysvětlilo a Svoboda byl obvinění zproštěn. Podle spekulativních úvah některých historiků se tehdy Svoboda „zavázal ke spolupráci se sovětskou tajnou službou, v níž pak setrval až do konce svého života“. Pro toto tvrzení však nebyly nalezeny žádné důkazy. Ve Svobodově deníku se k této záležitosti vztahuje zápis, který objasňuje důvod jeho zadržení a obvinění ze špionáže. Vedoucí mise plk. Píka opomenul oznámit kontakty jeho a dalších členů mise se slovenským diplomatem dr. Krnem. Tímto opomenutím „… přivedl misi, zejména sebe a mě, do velmi nepříjemné situace a tím jeho i moje postavení v SSSR se značně zhoršilo a důvěra byla otřesena. Mám za to, že toto bylo důvodem, že byl od nás požadován šifrovací klíč a byla zostřena kontrola nad radioprovozem.“
Na jaře 1942 vyplul z Murmansku zpět do Velké Británie na křižníku HMS Edinburgh atašé Josef Berounský. Vezl důležité poselství náčelníka Československé vojenské mise plk. Heliodora Píky pro československou vládu – zprávu o československých občanech, kteří jsou vězněni v sovětských gulazích, spolupodepsanou pplk. pěchoty Ludvíkem Svobodou. Dne 30. dubna 1942 byl křižník napaden německou ponorkou a Josef Berounský zahynul ve své kajutě. Tato událost ovlivnila i působení Ludvíka Svobody. Smrtí Berounského přišel o naději, že se změní poměry, ve kterých se československá jednotka tvořila. Svoboda Sovětům vyčítal, že zdržují provádění dohody a měl ostré spory s velvyslancem Fierlingerem na toto téma. Padla tím také možnost Svobodova odjezdu do zahraničí.

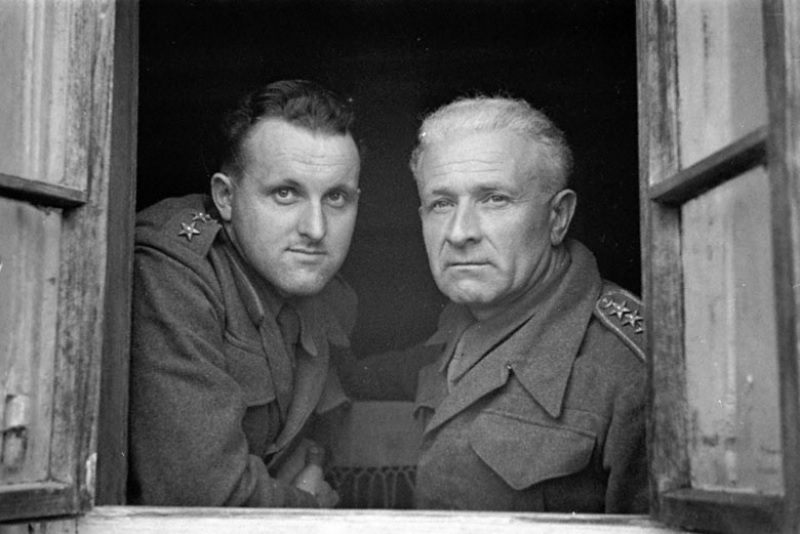
kpt. Bohumír Lomský a pplk. Ludvík Svoboda v Sovětském svazu, 1941

Činnost L. Svobody po celé další období války byla spojena s organizací čs. vojska v SSSR a jeho velením. Pplk. Svoboda spolu se skupinou 93 důstojníků a poddůstojníků, kterou během internace připravoval (Oranská skupina), zorganizoval z dobrovolníků – československých občanů, kteří se přihlásili ze všech konců SSSR, samostatný polní prapor, který se stal zárodkem 1. československého armádního sboru. Tento prapor však musel být organizačně zařazen do struktury Rudé armády. Do jednotky vstoupili nejen Češi, Slováci, Rusíni z Podkarpatské Rusi, českoslovenští Židé i krajané žijící na území SSSR, ale i němečtí a maďarští antifašisté s československým občanstvím. Svoboda přijal do armády také ženy, i když to nebylo v souladu se řádem čs. armády. Příchodem dalších dobrovolníků, zejména Rusínů, kteří přišli z gulagů a Slováků, kteří přešli v průběhu války – do které se loutkový Slovenský stát zapojil na straně Třetí říše – do sovětského zajetí, se prapor postupně rozrostl na samostatnou smíšenou brigádu a posléze na armádní sbor. Ten se stal největší československou vojenskou jednotkou v zahraničí. Na východní frontě působili českoslovenští vojáci nejdéle ze všech jednotek československého zahraničního vojska bojujícího v druhé světové válce proti Německu.
Před odchodem na frontu – 30. ledna 1943 – byl Ludvík Svoboda povýšen na plukovníka. Plk. Svoboda velel praporu, který se vyznamenal u Sokolova (v boji proti odvetné operaci německé armády za Stalingrad a Charkov). Velel brigádě, která sehrála významnou úlohu při osvobození hlavního města Ukrajiny Kyjeva a při bojích o západní Ukrajinu. V prosinci 1943 po osvobození Kyjeva byl jmenován brigádním generálem. Brigáda pod jeho velením osvobozovala města Rudu, Bílou Cerkev a řadu dalších. U Žaškova se brigáda zúčastnila Korsuň-ševčenkovské operace.
Dne 18. května 1944 byl jmenován velitelem 1. čs. armádního sboru v SSSR brigádní generál Jan Kratochvíl. Pod jeho velením byl sbor nasazen v Karpatsko-dukelské operaci. „Dňa 10. 9. 1944 velenie nad 1. čs. zborom prevzal od brigadneho generala Kratochvíla Jana brigádny generál Svoboda Ludvík (na základe rozkazu veliteľa 1. ukrajinskeho frontu maršála ZSSR Koneva). Zmena veliteľa súvisela s neúspěšným začatím operácie dňa 9. 10. 1944.“ Historik Jiří Bílek hodnotí odvolání Kratochvíla jako „neoprávněné“. J. Bystrický cituje hodnocení čs. Ministerstva národní obrany v Londýně, které uznalo důvody Koněvova rozhodnutí.
Sbor byl dále organizován na základě příchodu dalších dobrovolníků, zejména volyňských Čechů. Sbor se vyznamenal v Karpatsko-dukelské operaci – největší horské operaci druhé světové války a největší operaci čs. armády v její historii. Dělostřelci armádního sboru se zúčastnili mohutné dělostřelecké přípravy v Jaselské operaci, směřující k osvobození Krakova a východního Polska. Armádní sbor osvobozoval Slovensko a východní Moravu. Po mobilizaci Slováků a zapojením místních partyzánů vzrostl počet vojáků zhruba na 50 tisíc. 3. dubna 1945 velení nad sborem převzal generál Karel Klapálek. Ostravsko-opavské operace se zúčastnila čs. tanková brigáda spolu se smíšenou leteckou divizí.
V lednu 1945, po vstupu sboru na slovenské území, na přímou žádost generála Lva Zacharoviče Mechlise, člena vojenské rady 4. ukrajinského frontu, který koordinoval činnost zpravodajské služby frontu, L. Svoboda zřídil při armádním sboru vojenské obranné zpravodajství (OBZ). Generál Svoboda původně chtěl vedením OBZ pověřit majora Františka Sedláčka, gen. Mechlis však prosadil nadporučíka Bedřicha Reicina.
Dne 4. dubna 1945 jmenoval prezident Edvard Beneš tzv. Košickou vládu. Ludvík Svoboda byl jmenován jako nestraník ministrem národní obrany a velením armádního sboru pověřil generála Klapálka. Klapálek spolu s dalšími několika generály a řadou mladších důstojníků přišli na vyžádání z Anglie. Tito důstojníci posílili velitelský sbor jednotky. Někteří přišli již k brigádě před Kyjevem, někteří až ke sboru a zúčastnili se osvobození Slovenska a východní Moravy.
Na divizního generála byl Ludvík Svoboda povýšen 10. května 1945. Armádním generálem se stal 1. srpna 1945.

#### Osud jeho rodiny v okupované vlasti
Po obsazení Čech a Moravy německými vojsky odešel Ludvík Svoboda se souhlasem manželky Ireny ilegálně do Polska. Irena Svobodová spolupracovala po odchodu manžela do emigrace s Obranou národa a pomohla, mimo jiné, několika skupinám důstojníků a poddůstojníků odejít za hranice. Na podzim roku 1941 poskytla ve svém domě v Kroměříži azyl skupině československých parašutistů s vysílačkou. Výsadek S1/R byl vyslán čs. vojenskou misí ze SSSR. Irena Svobodová spolu se svou rodinou spolupracovala s parašutisty do té doby, než gestapo přišlo na jejich stopu a celou skupinu v listopadu 1941 zatklo.
Při bojích na Dukle se Ludvík Svoboda dozvěděl, že jeho jediný syn Miroslav byl ve svých necelých 18 letech zavražděn v koncentračním táboře Mauthausen. Tam byli popraveni i oba bratři Ireny Svobodové Jaroslav a Eduard Stratilovi a Svobody stříně Jan Doležal (syn bratrance Svobodovy matky). V koncentračním táboře Ravensbrück byla zavražděna Anežka Stratilová, matka Ireny Svobodové. Dalších 15 členů z obou rodin manželů Svobodových bylo tři roky vězněno v internačním táboře ve Svatobořicích na Moravě.
Samotná Irena Svobodová s dospívající dcerou Zoe unikly zatčení a od listopadu 1941 do května 1945 se skrývaly u statečných a obětavých lidí na Moravě. S jejich ukrýváním pomáhal mimo jiné katolický kněz Jan Dokulil, působící v Uhřínově, který byl švagrem katolického básníka a spisovatele Jana Zahradníčka. V posledních letech války, tedy od roku 1943 do května 1945, se Irena a Zoe Svobodovy ukrývaly v obci Džbánice blízko Moravského Krumlova.

### Poválečné období

#### Po ustanovení Košické vlády

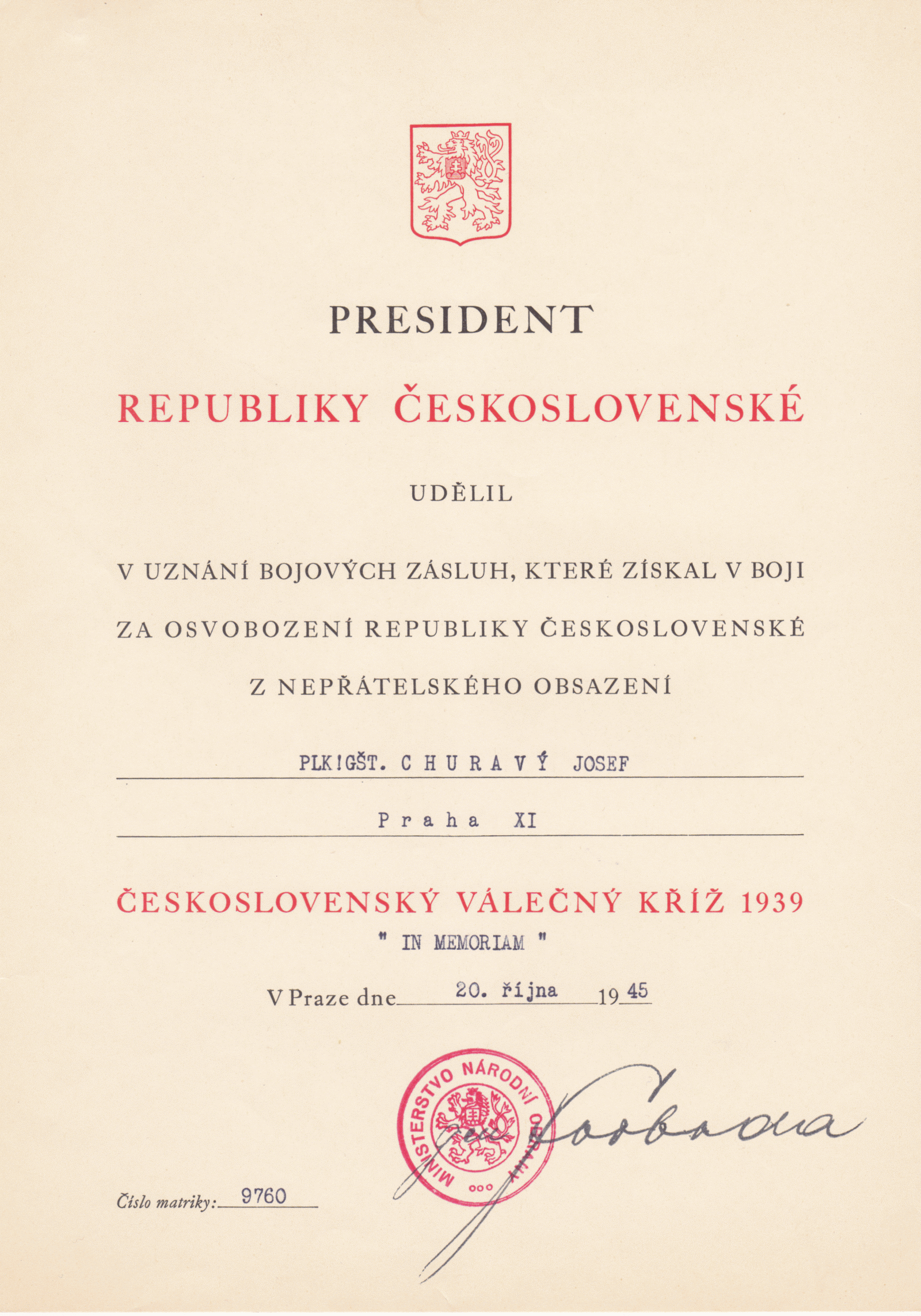
Podpis generála Ludvíka Svobody na dokumentu – udělení Československého válečného kříže 1939 Josefu Churavému (20. října 1945)

Ludvík Svoboda byl ministrem národní obrany od svého jmenování členem Košické vlády 4. dubna 1945 do odvolání 25. dubna 1950. Funkci převzal po Janu Masarykovi. Armáda se budovala podle Košického vládního programu ze všech složek protinacistického domácího i zahraničního odboje. Již v ustanoveních Košického vládního programu se zásadně promítal sovětský vliv, avšak také vzrůstající vliv prosovětských sympatií jak v exilových kruzích, tak i v okupované vlasti. Armáda měla být budována podle vzoru a zkušeností Rudé armády. Už samotné budování obnovené československé armády bylo poznamenáno bojem o získání politické převahy ve společnosti, který vyústil po převratu v únoru 1948 v ustanovení nedílné vlády komunistické strany a budování sovětského modelu socialismu. Do armády vstoupila, na rozdíl od předválečné apolitické armády, stranická politika. Důstojníci i vojáci mohli být členy povolených politických stran a účastnit se stranického života. Velitelská místa se začala obsazovat ne podle odbornosti, ale podle stranické příslušnosti. Politický (stranický) profil armády postupně kopíroval politickou situaci ve společnosti.
Po okupaci zbytku Československa v březnu 1939 ukořistila německá armáda (Wehrmacht) obrovské množství výzbroje československé armády i výstroje pro vojáky a následně tento materiál ztratila v prohrané válce. V důsledku toho bylo budování poválečné armády v Československu poznamenáno citelným nedostatkem výzbroje a výstroje. Využívalo se mj. ukořistěného německého materiálu a teprve postupně bylo možno nahrazovat potřebné zbraně a jiné věci z produkce vlastního průmyslu, který byl válečnými událostmi také značně zasažen. Armáda se podílela na obnově národního hospodářství. Kromě toho likvidovala skupiny banderovců, příslušníků tzv. Ukrajinské povstalecké armády, prchajících z jihovýchodního Polska na západ.
V parlamentních volbách 1946 výrazně vyhrála KSČ spolu se sociálními demokraty. Počátkem roku 1948 vyústilo rostoucí politické napětí v otevřenou krizi. Dne 20. února 1948 podalo dvanáct nekomunistických ministrů, členů stran národně socialistické a lidové a slovenské Demokratické strany, demisi, kterou prezident Beneš po nátlaku ze strany komunistických vůdců přijal. Tito ministři se spoléhali na to, že prezident demisi nepřijme a že je podpoří vojenské jednotky s nimi sympatizujících velitelů. Do ulic však vyšly desetitisíce sympatizantů KSČ podpořených Lidovými milicemi, nelegálními polovojenskými jednotkami, založenými teprve 23. února 1948 údajně jako ozbrojená stráž průmyslových podniků, které byly ovládány ministerstvem vnitra pod vedením komunisty Noska. Armáda zůstala neutrální v souladu se stanoviskem prezidenta i ministra zahraničí Jana Masaryka. K vystoupení armády by „muselo dát povel armádní velení, konkrétně ministr L. Svoboda a prezident Beneš. … Oba zastávali princip nevměšování armády do vnitropolitických sporů. K protikomunistickému odporu se tak mohly odhodlat – ať již izolovaně nebo v koordinaci – jen jednotlivé útvary z vlastní iniciativy důstojníků. Armádní velení by pak muselo reagovat na neplnění jeho rozkazu o neutralitě. A konečně je tu ještě jeden, byť hypotetický otazník, jak by odpovědělo komunistické vedení a K. Gottwald jako předseda vlády na Stalinovo doporučení použít pomoci sovětské armády“.
Demokratické strany vyklidily pozice a komunistická strana se přestala dělit o moc s ostatními stranami. Parlamentní demokracie byla nahrazena „vedoucí úlohou strany“. Nejprve slibovaná specifická československá cesta socialismu se měnila v kopii sovětského modelu v ekonomice i politice.

#### Členství v KSČ
Dne 11. listopadu 1948 L. Svoboda vstoupil do komunistické strany. Někdy mu bývá připisováno dřívější tajné členství, historik Karel Kaplan však uvádí: „V seznamu tajných členů není. Pokud jsem jej měl, tam je několik desítek jmen, ale Svoboda tam není. A také oficiálně vstoupil do KSČ v září, nebo v říjnu 1948.“

#### Čistky v armádě
Po komunistickém převratu v únoru 1948 ministr národní obrany Svoboda dále prosazoval představu, že armáda bude budována s respektováním legionářských tradic, jako národní a lidová armáda. V armádě byli stále ještě zkušení velitelé ze zahraničního i domácího odboje a legionáři. Boj o politický vliv v armádě však rychle gradoval a brzy armáda prošla radikální kádrovou „očistou“.
Jaroslav Procházka, náčelník Hlavní správy výchovy a osvěty, v dopise tehdejšímu komunistickému předsedovi vlády Klementu Gottwaldovi již v říjnu 1947 obvinil generála Svobodu z „politické nespolehlivosti, kolísání a žádá ho, aby neprodleně učinil nápravu“. Hned po únoru byla zatčena řada důstojníků, mezi nimi Jindřich Macháček, plk. Karel Střelka, ing. arch. Jan Jeník, kteří byli vyšetřováni kvůli L. Svobodovi. Podle některých autorů nesl Ludvík Svoboda politickou zodpovědnost za tehdejší čistky ve velitelském sboru.
Nad „očistou“ armády dohlížel Armádní poradní sbor (APS), jehož členem byl za Ústřední akční výbor Národní fronty Rudolf Slánský, a z armády generálové Svoboda, Karel Klapálek, Bohumil Boček, Jaroslav Procházka, Hasal, Šimon Drgáč a plukovník Bedřich Reicin. „Návrhy na propouštění vypracovávaly orgány OBZ vyšších vojenských velitelství. … Konečné návrhy posuzoval plk. Bedřich Reicin a osobně je předkládal na jednáních APS. … Při projednávání návrhů v APS se Reicin dostával často do sporu s gen. Svobodou a někdy i s dalšími členy APS, generály Klapálkem, Bočkem a Drgáčem. K tomu (Reicin) uvádí: ’Svoboda bral v ochranu nespolehlivé důstojníky, přičemž o jedněch se vyjadřoval, že jsou ještě mladí a že se dají převychovat, o druhých říkal, že jejich reakční výroky nelze brát vážně, další hájil, odvolávaje se na jejich odborné schopnosti a konečně bral systematicky v ochranu různé reakční legionáře a zahraniční vojáky, se kterými byl osobně spřátelen. V jiných případech se stavěli proti propuštění nespolehlivých důstojníků i generálové Klapálek, Boček a později gen. Drgáč’.“
Ke dni 15. února 1949 bylo z armády propuštěno 2 965 důstojníků z celkového počtu 13 366 vojáků s důstojnickou hodností. „Drtivá většina propuštěných se ničím neprovinila a dokonce ani verbálně nevyjádřila nesouhlas s novým režimem.“
V průběhu ’očisty’ na jaře a v létě 1948 došlo k podstatným změnám také na nejvyšších místech v armádě. Na podzim 1948 prosadil Rudolf Slánský vytvoření funkce náměstka ministra obrany pro věci osobní a zřízení kádrového odboru ministerstva národní obrany. Slánský zároveň navrhl gen. Svobodovi, aby tuto funkci vykonával plukovník Bedřich Reicin. S tím Svoboda nesouhlasil. „Vznesl jsem námitky proti Reicinovi a žádal, aby mi strana dala na tuto funkci někoho jiného, že Reicin je zapracován v obranném zpravodajství, aby mu toto bylo ponecháno. Znal jsem ho a Slánského jsem upozornil, že nemá dobrý poměr k lidem, že lidé se ho bojí, nemají ho rádi, že je to diktátor a zlý a mstivý člověk. Slánský mi to vymlouval, že Reicina zná, že se mýlím, že takový není, ale že o tom bude ještě uvažovat a že to sdělí ve straně. Asi za dva dny přišel Slánský a sdělil mi, že Reicin bude mým náměstkem, abych neměl obav, že bude vše v pořádku.“ Reicin byl ustaven do funkce náměstka ministra národní obrany pro věci osobní dne 15. listopadu 1948. S vědomím a podporou Gottwalda a Slánského tak Reicin ve svých rukou soustředil obrovskou, fakticky ničím a nikým nekontrolovatelnou moc. V době jeho působení na funkci náměstka o personálním obsazení významnějších míst v armádě rozhodovali pouze Bedřich Reicin, Rudolf Slánský, Jaroslav Procházka a Karel Šváb. Gen. Ludvík Svoboda přesto, že zastával funkci ministra národní obrany, musel akceptovat jejich návrhy. „V případech, kdy Ludvík Svoboda vznášel námitky vůči některým návrhům Reicina, odpovídal Reicin, že strana o tom ví, případně, že návrhy již projednal s prezidentem republiky. Ve výjimečných případech telefonoval Svoboda Gottwaldovi, který mu vždy potvrdil, že je o návrhu informován a že s ním souhlasí.“
Někteří historici Svobodovi vyčítají, že se nezastal ani svých spolubojovníků. „Nepostavil se proti čistkám ve velitelském sboru armády ani v případech, kdy se jednalo o jeho dlouholeté bojové druhy a přátele.“ Podle jiných pramenů Svoboda již v roce 1947 zastavil neoprávněné penzionování některých generálů a důstojníků. Intervenoval například ve prospěch pplk. Františka Skokana.
Reicin po svém zatčení při výpovědi označil L. Svobodu za „hlavní brzdu“ tzv. očisty armády. Stejně tak hodnotil Reicin vztah Svobody k dalším opatřením, které prosazovalo vedení KSČ v armádě na doporučení sovětských činitelů. Otevřeně vyjádřil Svoboda pochybnosti v případě zavedení útvarových organizací KSČ do armády. „Svoboda byl velmi znepokojen, když se v armádě začaly ustanovovat první útvarové organizace KSČ. V rozhovoru s námi vyslovoval neustálé obavy, že to bude znamenat úpadek kázně a konec principu vojenské podřízenosti. Každý příklad, kdy se takové zjevy skutečně projevily, neopomenul zaznamenat kritickými připomínkami,“ uváděl Reicin.
Ve svých výpovědích a rozhovorech z roku 1956 Svoboda sám uvedl, že mu nebylo nic známo ani o vyšetřování důstojníků ve vězeních OBZ po únoru 1948. Na jednání Armádního poradního sboru se podle jeho slov dozvěděl, že tamtoho nebo onoho zavřeli. „To bylo v r. 1948 až 1950. Jinak (Reicin) říkal, že všichni zatčení jsou předáváni státní bezpečnosti a já neměl ani ponětí, že je u nás někdo vyšetřován.“

#### Odvolání z funkce ministra národní obrany
Nedůvěra KSČ se obrátila i proti Svobodovi, nepomohlo ani to, že vstoupil v roce 1948 do KSČ. Během krátké doby se Reicinovi – s podporou K. Gottwalda (předsedy vlády) a R. Slánského (generální tajemník KSČ) podařilo vyměnit celé vedení ministerstva národní obrany, generálního štábu i jednotlivých útvarů. Do Moskvy šla udání o Svobodově nedůvěryhodnosti. Rudolf Slánský charakterizoval Svobodu v lednu 1951 pro poradu v Moskvě „… obklopoval se důstojníky jako Drgač, Drnec, Klapálek, Novák, Bulandr, kteří byli staří legionáři a odchovanci západních vojenských doktrín, neměli kladný poměr k sovětské vojenské doktríně … Naší chybou bylo, že jsme Svobodu a jeho chráněnce ponechali tak dlouho na klíčových pozicích v armádě a že teprve na naléhavou radu soudruha Stalina jsme je odstranili.“
Dne 25. dubna 1950 byl odvolán z funkce ministra národní obrany a byl jmenován náměstkem předsedy vlády pověřeného vedením Československého státního výboru pro tělesnou výchovu a sport. Dne 8. září 1951 byl odvolán i z této funkce a byl mu nabídnut „důchod z milosti“, který Svoboda odmítl. Dne 22. listopadu 1952 byl v souvislosti s procesem s Rudolfem Slánským zatčen na základě materiálu, který proti němu připravoval B. Reicin. Dva dny před Svobodou, 20. listopadu, byl zatčen i generál Klapálek. Díky intervenci z Moskvy byl vyslýchán pouze pro sabotáž Košického vládního programu a sabotáže výstavby čs. armády podle sovětského vzoru. Propuštěn byl v prosinci 1952. Do řádného důchodu byl dán začátkem roku 1953.
Jeho zatčení využilo okresní vedení KSČ, aby vysídlilo jeho nevlastního bratra s rodinou i s jeho maminkou z Hroznatína na státní statek v nedaleké Lhotce. JZD, které pomáhal založit a rozvíjet v rodné obci Hroznatín, hodnotilo okresní vedení KSČ jako kulacké. Vysídleni byli i další čtyři sedláci – zakládající členové družstva. Všichni se vrátili domů po třech letech.
Svoboda po propuštění z vazby intenzivně pomáhal družstvu, rodáci ho zvolili čestným předsedou JZD. Některé zdroje uvádí, že zde byl zaměstnán ve funkci účetního. Dle jiných zdrojů v JZD zaměstnán nebyl a nepobíral plat ani důchod.

#### Rehabilitace
Úmrtí Stalina a Gottwalda v roce 1953, odhalení Berii a 20. sjezd KSSS předznamenaly konec politiky padesátých let. Ludvík Svoboda byl rehabilitován v roce 1954 díky Chruščovovi. Do politiky se nevrátil, byť mu to bylo nabízeno. Přijal funkci odbornou, náčelníka Vojenské akademie Klementa Gottwalda, velitelského zaměření, kterou vykonával v letech 1955–1958.
Od května 1948 až do zvolení prezidentem v roce 1968 byl poslancem Národní shromáždění ČSR a Národního shromáždění ČSSR, postupně zvolen za obvody na Žďársku, Velkomeziříčsku a Třebíčsku, a v letech 1954 až 1964 byl také členem jeho předsednictva. Byl místopředsedou Svazu protifašistických bojovníků a Svazu československo-sovětského přátelství. Věnoval se práci na pamětech ve Vojenském historickém ústavu. Zde napsal své vzpomínkové knihy Z Buzuluku do Prahy a Cestami života. Věnoval se intervencím ve prospěch rehabilitací neprávem perzekvovaných vojáků (generálů K. Klapálka, B. Bočka a jeho syna Zdeňka, F. Nosála, Z. Nováka, Š. Drgáče, V. Drnka, R. Bulandra, A. Ressla, plk. J. Knopa, pplk. Bohumila Pelikána, plk. Ing. A. Holba, plk. F. Hieke-Stoje, revize rozsudku pplk. F. Skokana, studenta J. Procházky z Kroměříže) Absolvoval mnoho projevů a přednášek v českých zemích i na Slovensku, besedoval se školní mládeži a vojáky o druhé světové válce. Byl ochráncem zájmů poddukelského kraje, který dlouho nesl mimořádné důsledky války. Zastával mírové řešení mezinárodních konfliktů a účastnil se mezinárodního mírového hnutí.

### Prezidentské období

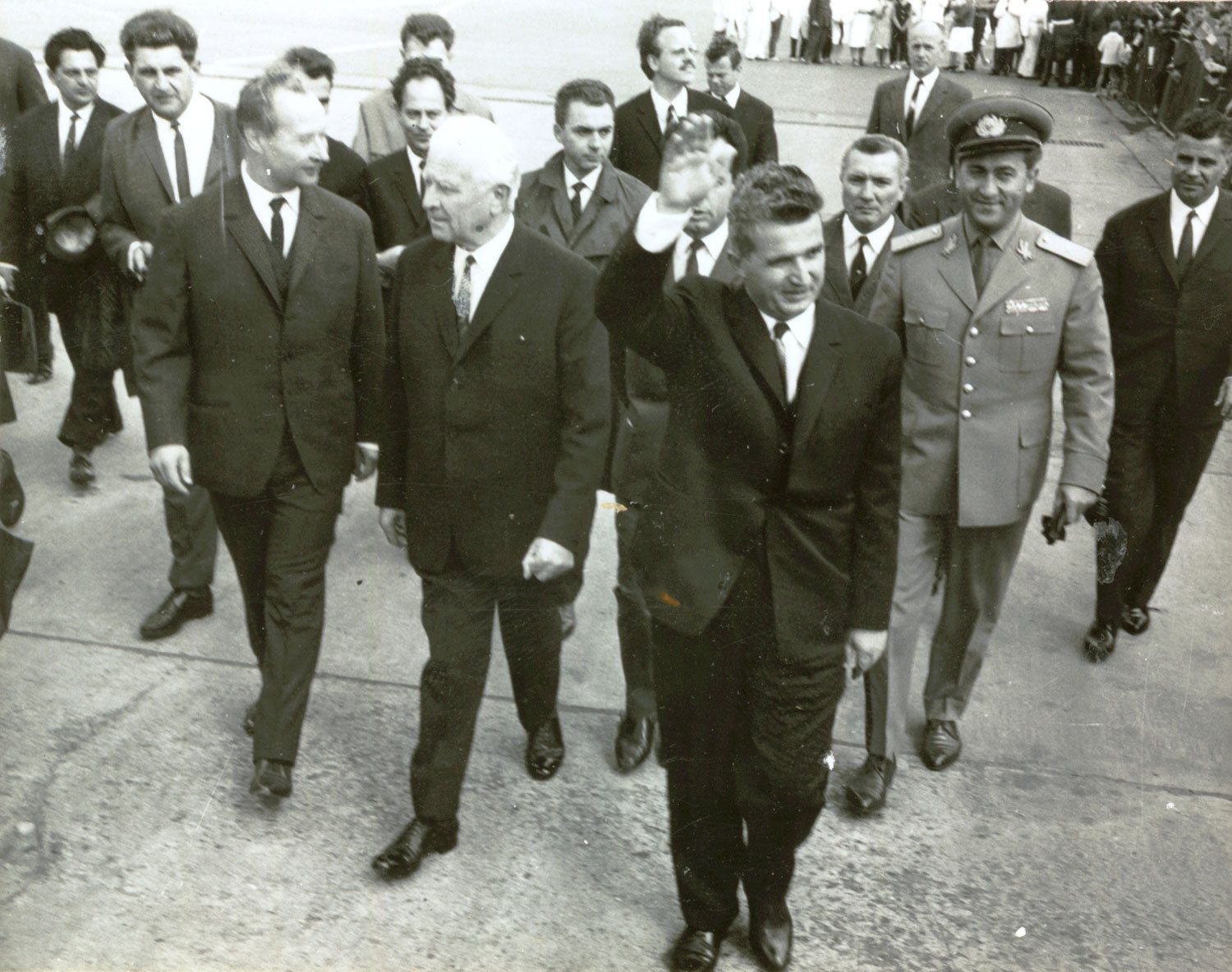
Svoboda a Alexander Dubček v srpnu roku 1968 během oficiální návštěvy Nicolae Ceaușesca v Československu

#### Od zvolení prezidentem do 20. srpna 1968

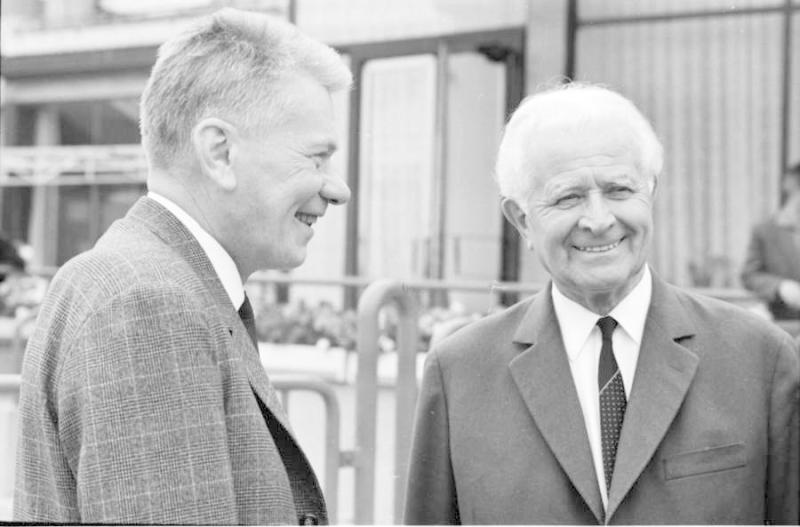
Prezident Svoboda s další významnou osobností pražského jara, Josefem Smrkovským

Dne 30. března 1968 během pražského jara byl Ludvík Svoboda po abdikaci Antonína Novotného zvolen prezidentem republiky. Stalo se tak na návrh nového vedoucího tajemníka ÚV KSČ Alexandra Dubčeka, který se opíral o návrh Svazu protifašistických bojovníků. Byl prvním z komunistických prezidentů volený tajnou volbou a ne aklamací. Pro L. Svobodu bylo odevzdáno 282 hlasů ze 288. Po zvolení symbolicky položil květy na hroby prezidentů T. G. Masaryka i Edvarda Beneše, ale také na hroby Gottwalda a Zápotockého. Navštívil Národní památník na Vítkově, kde vzdal úctu legionářům první světové války i bojovníkům druhé světové války. Dne 6. dubna jmenoval novou vládu, v níž převládali stoupenci reforem. Ludvík Svoboda byl poslancem parlamentu až do zvolení prezidentem a v letech 1968 až 1976 byl členem předsednictva Ústředního výboru Komunistické strany Československa.
Funkce prezidenta byla bez přímého vlivu na vnitřní politiku. L. Svoboda svou autoritou prezidenta podporoval reformní program Dubčekova vedení komunistické strany směřující k demokratizaci v politice i ekonomice a za odstranění „deformací socialismu“. Činil tak na četných veřejných vystoupeních a setkáních v průmyslových závodech a v Jednotných zemědělských družstvech. Zasazoval se o rehabilitace lidí neprávem odsouzených v padesátých letech, zejména odbojářů z doby německé okupace. Navázal tak na své úsilí z druhé poloviny 50. let, kdy se po smrti Stalina a Gottwalda sice s rehabilitacemi začalo, ale velmi liknavě. Měl bohaté kontakty s veřejností. První návštěva prezidenta Svobody vedla na Slovensko a během krátké doby navštívil všechny kraje Československa.
Prezident neměl přímý vliv ani na zahraniční politiku státu. Jak vnitřní politika, tak i zahraniční politika byly zcela v režii KSČ. Polednový politický vývoj v Československu roku 1968 vyvolával nedůvěru v zemích Varšavské smlouvy. Na schůzi delegací šesti stran Varšavské smlouvy 23. března v Drážďanech v tehdejší Německé demokratické republice (NDR) (které se prezident Svoboda nezúčastnil), zazněla kritika na adresu vedení KSČ, že nečelí „kontrarevolučním tendencím“, že jeho politika vede k restauraci kapitalismu. Zvláště nesmlouvaví v kritice vedení KSČ byli delegáti NDR, Polské lidové republiky (PLR) a Bulharska. Za necelé čtyři měsíce poté, dne 14. července, došlo k dalšímu zasedání představitelů Varšavské smlouvy, kterého se tentokrát československá delegace odmítla zúčastnit s odůvodněním, že dává přednost dvoustranným jednáním. Z tohoto zasedání byl československému vedení zaslán dopis pěti zúčastněných stran s rozsáhlou kritikou politiky československého vedení KSČ.
Po vzájemné dohodě došlo 28.–29. července 1968 k jednání mezi sovětskou a československou delegací blízko vzájemných hranic v Čierné nad Tisou. Této dvoustranné schůzky se zúčastnil i prezident Ludvík Svoboda, nebyl však vedoucím delegace. Podle premiéra SSSR Alexeje Kosygina varoval Svoboda Sověty před vojenským zásahem, který by na dlouhá léta narušil dobré vztahy mezi oběma národy. Dne 3. srpna následovala další závažná schůze vedoucích představitelů komunistických stran šesti států Varšavské smlouvy v Bratislavě.
Informace ze všech jednání podávali vedoucí tajemník KSČ Alexander Dubček a předseda vlády Oldřich Černík, kteří „založili svá vystoupení na optimistickém hodnocení vývoje vztahů mezi KSČ a pětkou stran. Dávali najevo, že není čeho se bát, že máme před sebou periodu klidu a že hlavní je dokončit přípravy XIV. sjezdu (KSČ).“
Dne 17. srpna se prezident dozvěděl od velvyslance SSSR, že on jako zástupce sovětského vedení v minulých dnech předal Alexandru Dubčekovi důležitý dopis k projednání kolektivem předsednictva ÚV KSČ a že na něj nedostal odpověď. Sám ho s obsahem dopisu seznámil. Obsah dopisu zněl jako „závažné varování, které vyžaduje okamžitou reakci, i když ho prezident nepochopil jako poslední varování před vstupem vojsk, ale spíše, jako úvod k nové politické konfrontaci.“ Dopis nebyl až do zasedání předsednictva 20. srpna 1968 projednán.

#### Srpen 1968
Reformní proces byl přerušen neohlášeným vstupem vojsk Varšavské smlouvy na československé území v noci na 21. srpna 1968.
Prezidentovi byl vstup vojsk Varšavské smlouvy oznámen velvyslancem SSSR Červoněnkem v pozdních hodinách 20. srpna, když letadla již přistávala na ruzyňském letišti. „President vyjádřil svůj protest, že k akci došlo bezprostředně po dopise sovětské strany, aniž byla dána vedení ČSSR možnost na něj reagovat. Konstatoval, že vojska nepozval, varoval před nebezpečím krveprolití a zdůraznil, že veškerá zodpovědnost je na Sovětském svazu a ostatních zúčastněných zemí.“ Prezident poté, když došel na zasedající předsednictvo ÚV KSČ, podepsal ještě v noci na 21. srpna spolu s nejvyššími volenými představiteli prohlášení odsuzující vojenskou intervenci, a na druhý den zveřejnil výzvu k občanům.
V ranních hodinách 21. srpna došlo k zadržení československých vedoucích představitelů ústavních, státních a stranických – A. Dubčeka, O. Černíka, J. Smrkovského, F. Kriegela, J. Špačka a B. Šimona, sovětskými orgány a následoval jejich únos a internace v SSSR. Z vedoucích politických a státních činitelů zůstal prezident sám a podle Ústavy převzal dočasně zodpovědnost za řešení dané situace. Vojenský odpor byl nemyslitelný, vzhledem k obrovské početní převaze vojsk zemí Varšavské smlouvy.
Prezident Svoboda odmítl uznat zbytek vlády, bez internovaného předsedy Oldřicha Černíka, za funkční. Dále kategoricky odmítl návrh předložený skupinou bývalých stranických funkcionářů jmenovat novou revoluční dělnicko-rolnickou vládu, která by byla současně společným stranickým i státním orgánem a byla by vedená Aloisem Indrou. Dále odmítl i druhou variantu tohoto návrhu, podle které měl vládu vést prezident. Všechny tyto návrhy by legalizovaly situaci vzniklou po odvlečení čs. politiků.
Prezident místo toho navrhl přímé jednání se sovětskými představiteli v Moskvě a požádal velvyslance o dojednání schůzky. Jeho prvním úsilím bylo navrátit politiky do svých funkcí a v Moskvě podmínil zasednutí za jednací stůl propuštěním zatčených politiků, jedině legitimních představitelů ČSSR a jejich začleněním do delegace. Jeho žádosti bylo vyhověno a postupně se všichni internovaní politici připojili k delegaci. „Tak bylo obnoveno legální vedení strany a státu v podobě před 21. srpnem 1968. Svoboda tak dosáhl toho, na čem mu v prvé řadě záleželo. Nechtěl připustit, aby se právě bez tohoto vedení jednalo o čemkoliv při řešení krizové situace a zejména při volbě jakýchkoliv kroků do budoucna. Pak se úsilí delegace soustředilo na práci nad závěrečným dokumentem, do níž se prezident meritorně nevměšoval. Přenechal ji odpovědnosti příslušných ústavních činitelů.“ Sovětští představitelé tak jednali ne s vládou „dělnicko-rolnickou“, jak si před tím představovali, ale s původní vládou a původními politiky. Delegace byla doplněna o některé další členy, kteří přiletěli z Prahy. Na závěr jednání byl podepsán tzv. Moskevský protokol. Po skončení jednání se prezident odmítl vrátit do Prahy bez Fr. Kriegla, předsedy Národní fronty, který Moskevský protokol odmítl podepsat. Ten byl pak přiveden přímo do letadla před odletem. L. Svoboda dosáhl svým jednáním toho, že „např. nedošlo již k tomu, aby soudní tribunál dělnicko-rolnické Indrovy vlády postavil před soud Dubčeka, Černíka, Smrkovského, Kriegla, Špačka, Šimona, atd., jak jim bylo oznámeno při jejich násilném odvlečení z Československa do Sovětského svazu.“
Druhou snahou prezidenta bylo zabránit krveprolití. Na území Československa vstoupilo více než 500 tisíc vojáků armád zemí Varšavské smlouvy plně vyzbrojených těžkou technikou. Někteří členové delegace se ohrazovali proti tomu, že podepsali na závěr jednání dokument, obsahující ústupky sovětské straně, pod nátlakem prezidenta. „Některé zásahy prezidenta Svobody během jednání v Moskvě nelze označit právě za šťastné. V mnoha okamžicích příliš prosazoval rychlé přijetí podmínek, diktovaných nám vedením KSSS v čele s Brežněvem.“ „Prezident Svoboda argumentoval přitom obavami z krveprolití, k němuž mohlo dojít v okupované Praze. … V dopise Ludvíku Svobodovi zaslaném do Moskvy Národním shromážděním, vládou a XIV. vysočanským sjezdem KSČ byla pasáž, jež prezidenta opravňovala, žádat rychlé zakončení jednání.“ V tomto dopise z 23. srpna 1968 bylo napsáno: „Napětí se neustále stupňuje … jen s krajním vypětím je udržován klid … Za záminku ke střelbě se používá cokoli. Okupačním orgánům se dosud nepodařilo získat nejmenší podporu obyvatelstva. To zvyšuje jejich nervozitu … Nebezpečným faktorem je stupňující se únava a nervové vypětí okupačních vojsk a našeho obyvatelstva. Napětí na obou stranách se nyní zvýšilo … (10, V. Šilhán, s. 33–34)“.
Ke vstupu vojsk došlo za tichého souhlasu zemí NATO, byť formálně protestovaly, např. na půdě OSN. Z širšího mezinárodního hlediska primárním problémem vztahů USA se SSSR bylo jednání o paritě strategických zbraní (jednání Brežněv – Johnson o základech mírového soužití zemí s různými společenskými zřízeními). USA neměly zájem na eskalaci československého problému v širší vojenský konflikt, ani na intervenci proti invazi vojsk Varšavské smlouvy ve prospěch Československa.
Invaze do Československa tak neměla pouze ideologický důvod, ale i vojensko-strategické aspekty. Sovětské armádní velení již dříve vyvíjelo snahu umístit v rámci Varšavské smlouvy na čs. západní hranice vojska, jako připravený druhý sled, obdobně jak tomu bylo v Německu a v Polsku.

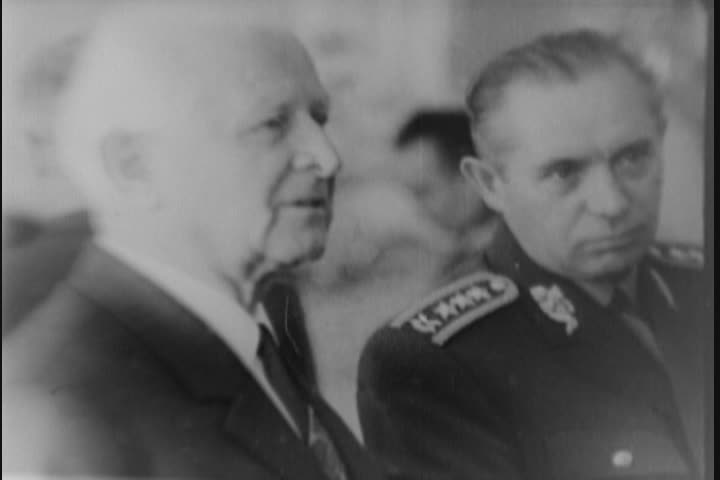
Ludvík Svoboda a Martin Dzúr, československý ministr obrany, jednají v září roku 1968 s armádními veliteli o řešení okupační situace

#### Normalizace
Po přijetí moskevského protokolu byl L. Svoboda přesvědčen, že se mohou, i když ne v plné míře, realizovat představy ozdravění socializmu ve prospěch společnosti. K posílení pracovního kolektivu Kanceláře prezidenta L. Svoboda přizval jako své poradce proreformní odborníky z oblasti ekonomie, práva, mezinárodních vztahů i kultury, profesory Miroslava Kadlece, Miroslava Tučka, Karla Svobodu, pro kulturu Vladislava Stanovského a diplomata Miloše Parise.
Projev prezidenta k padesátému výročí 28. října byl v duchu pražského jara, hovořil o vzniku Československa, zhodnotil zásluhy zakladatelů republiky T. G. Masaryka, E. Beneše a M. R. Štefánika. Připomenul Masarykovo poučení pro politiku státu naší polohy i velikosti. „O naší budoucnosti jak o sudbách všech národu, rozhodují přirozené a historické reality, nikoli fantastické plány a přání nesoudných politik, a proto je úkolem politiků vzdělaných, úkolem státníků, jasně si uvědomit naši situaci a vývoj náš a našich sousedů stále a bedlivě stopovat a podle toho vystupovat. Můžeme si říci, že v řadě národů nejsme v Evropě nejmenší, ale v každém případě naše postavení ve středu Evropy a naše nepočetnost nutí nás k politice bdělé a opatrné: nikoli chytrácké – doby politického chytrákování minuly a nikdy nepřinesly skutečného užitku.“
Dne 27. října 1968 Národní shromáždění schválilo zákon o federalizaci. L. Svoboda federalizaci podporoval, vyjádřila vývoj, který dosáhlo Slovensko po 50 letech od založení společného státu. 30. října 1968 prezident stvrdil federalizaci svým podpisem na Bratislavském hradě. Dne 9. ledna 1969, poprvé ve federalizovaném státě, přijal prezident v odděleném slyšení vládu českou a slovenskou.
Po plénu ÚV KSČ 14. listopadu 1968 došlo ke změně ve vedení strany i v aparátě. Změna byla ve prospěch protireformních dogmatiků a v neprospěch politiků pražského jara. Začaly se vytvářet podmínky pro návrat starých praktik. To se dělo pod dohledem Sovětů, ale i pod nepřímým vlivem vzájemných vztahů mezi velmocemi USA a SSSR. V prosinci 1968 navštívil Československo americký kongresman Charles Vanik, který vyjádřil své obavy z neurovnaných vztahů Československa se SSSR a zdůraznil, že prioritou USA je zachování rovnováhy sil se SSSR.
Dne 16. ledna 1969 spáchal student Jan Palach sebevraždu upálením. Žádal zrušit cenzuru a zakázat šíření sovětské tiskoviny Zprávy. Žádal, aby lidé zahájili na podporu těchto požadavků časově neomezenou stávku. Pokud by nebyly požadavky do 21. ledna 1969 splněny, měly vzplanout „další pochodně“. V rozhlasovém vystoupení k tomuto tragickému činu prezident řekl: „… Jako voják dovedu ocenit sebezapření i osobní statečnost Jana Palacha, jako prezident i občan naší republiky však nemohu skrýt, že nesouhlasím s tím, aby se tímto způsobem vyjadřovaly politické postoje. Právě jsem dostal otřesnou zprávu, že v Plzni podobným způsobem vztáhl ruku na svůj život další mladý člověk (Josef Hlavatý). Za vaše rodiče, za všechen lid naší země, za sebe i ve jménu lidskosti, ke které jsme se společně zavázali, vás žádám, zastavte tyto strašlivé činy. Já už jsem často hleděl smrti do tváře. Za největší povinnost občana však považuji dát své vlasti každou hodinu, každý den svého života.“
Svoboda po srpnu pokračoval ve své prezidentské aktivitě, navštěvoval pracoviště na závodech, setkával se s představiteli různých oborů a veřejného života. Podporoval řadu projektů, které považoval jako impuls pro rozvoj ekonomiky, např. stavbu metra, rozvoj družstevního bytového stavebnictví, aby se řešila bytová nouze, otevření cesty pro přidruženou výrobu zemědělských družstev. Navštívil řadu míst v celé republice. Zejména věnoval pozornost a účinnou pomoc východnímu Slovensku, které svůj vzájemný vztah s prezidentem vyjádřilo v osmdesátých letech odhalením sochy L. Svobody ve Svidníku. Aby republika neupadla do izolace, vykonal návštěvu Íránu, Finska, Japonska a rovněž přijal návštěvy řady cizích hlav států.
V přetrvávající rozjitřené situaci byl na plenárním zasedání ÚV KSČ 17. dubna 1969 odvolán z funkce 1. tajemník Alexander Dubček a místo něho zvolen Gustáv Husák. Svoboda podpořil tuto změnu, viděl v Husákovi „energického člověka, racionálně uvažujícího, zapáleného stoupence nezbytných opatření.“ Kromě toho z hlediska L. Svobody, který měl v živé paměti 50. léta, „bylo pro něho důležité, že G. Husák poznal nezákonnosti padesátých let osobně na vlastní kůži a dalo se předpokládat, že bude mít dosti vůle, aby usiloval, alespoň část reformních snah realizovat, a že bude stoupencem dokončení rehabilitací lidí v padesátých letech nespravedlivě odsouzených. … jako bývalý politický vězeň bude zárukou, že nedojde k novým politickým procesům. … obava, aby se vývoj nezvrtl tímto nežádoucím směrem, tady v podvědomí stále byla.“
„Brzy se ukázalo, že pro Ludvíka Svobodu přinesla tato změna postupně umrtvení jeho dosavadního politického vlivu a vykázání jeho působení do limitů ústavně vytyčených pravomocí. Vztahy mezi oběma muži postupně ochabovaly, zvláště když Husák začal energicky uplatňovat ústavně zakotvenou vedoucí úlohu strany ve všech směrech. Své ambice hrát v Československu prim prosazoval natolik, že prezident republiky se stal druhořadým, podřízeným partnerem.“ Na pokyn G. Husáka byl na začátku roku 1970 rozpuštěn dokonce prezidentův poradní sbor, který si ustanovil z předních odborníků. Normalizace „systematicky pohřbívala jednu obrodnou vymoženost za druhou. Když byly počátkem roku 1970 zahájeny stranické a pracovní prověrky, byli již hlavní představitelé demokratizačního programu zbaveni všech funkcí a řídících postavení. Prověrkovým komisím nestačilo potrestat reformní elitu, dokázaly vyloučit, nebo vyškrtnout ze strany přes 400 000 dalších komunistů, politicky angažovaných a odborně vyspělých lidí. Ani Husák si původně takový kádrový masakr nepřál. Také L. Svoboda, dotčený masovou likvidací intelektuálních elit, neuspěl ve snaze někoho z postižených uchránit.“ Podle některých autorů byl L. Svoboda spoluzodpovědným za normalizaci. Dle jiných prezident Svoboda nemohl proces normalizace ovlivnit, i když byl členem předsednictva ÚV KSČ. Ideologičtí fundamentalisté opět začali střežit „čistotu“ zveřejňovaných názorů. Neobstály ani paměti prezidenta, bylo zakázáno nové vydání prvního dílu a do stoupy přišel i připravovaný druhý díl Cestami života.

#### Druhé volební období
Dne 22. března 1973 byl Ludvík Svoboda znovu zvolen do funkce prezidenta. Již předtím, 18. června 1972, ho postihla mozková příhoda. Zdravotní potíže se opakovaly a 25. dubna 1974 byl postižen infarktem plic (plicní embolie) a následně měl několik mozkových příhod. Úřad prezidenta vykonávat nemohl. Dle některých historiků a publicistů L. Svoboda lpěl na své funkci a nechtěl rezignovat. Podle vzpomínek jeho dcery Zoe Svobodové-Klusákové však generální tajemník ÚV KSČ Gustáv Husák nechtěl Svobodovu abdikaci schválit. Zdůvodňoval, že není jasné, kdo by mohl být jeho nástupcem, a že společnost není na změnu prezidenta připravena a přijala by ji s nedůvěrou. Prezidentské funkční období bylo předčasně ukončeno až na základě pro tento účel přijatého ústavního zákona č. 50/1975 Sb. v roce 1975.
Prezidentem byl poté zvolen sám Gustáv Husák. Funkce hlavy státu byla opět spojena s nejvyšší funkcí v KSČ. „Do té doby bylo v ústavě zakotveno, že „nemůže-li prezident svůj úřad vykonávat, přísluší výkon prezidentských funkcí vládě“, která tím pověří ministerského předsedu a nikoliv generálního tajemníka strany. Došlo tak opět ke kumulaci obou nejvyšších funkcí – stranické a státní, v roce 1968 tolik kritizované.

### Poslední období života a státní pohřeb

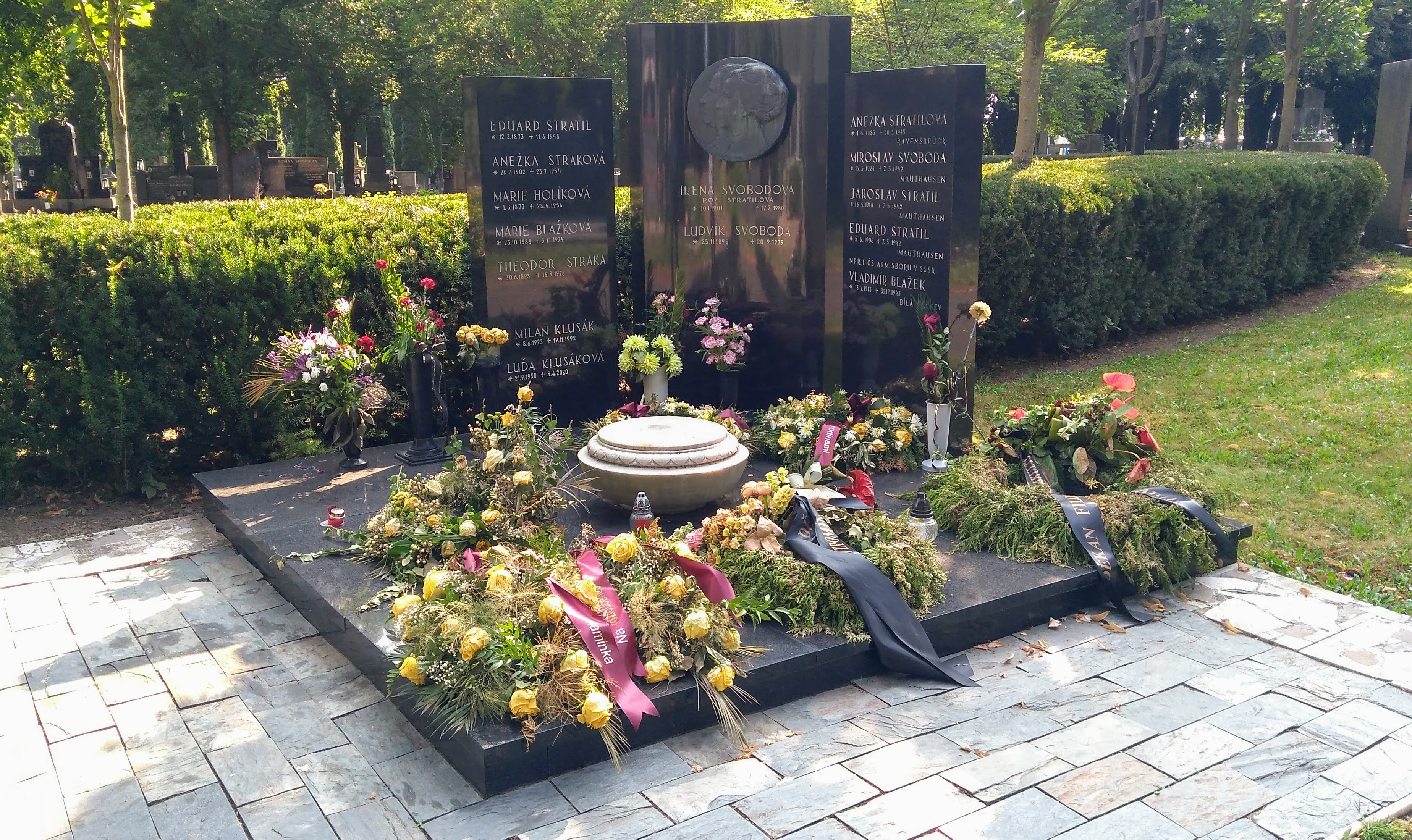
Rodinná hrobka Svobodových na hřbitově v Kroměříži

Zbytek svého života žil Ludvík Svoboda se svou manželkou Irenou v Praze-Břevnově, v rodinné vilce na adrese Tomanova 1332/52, kterou Svobodovi vlastnili ještě před nástupem do prezidentské funkce. Zemřel 20. září 1979 po sérii mozkových příhod. Irena Svobodová ho následovala za deset měsíců 17. července 1980.
Pohřeb byl státní a vojenský, rakev byla vezena na dělové lafetě z Pražského hradu na konec Letenské pláně, kde byla přeložena do pohřebního vozu za zvuku vojenské písně 1. armádního sboru v SSSR „Směr Praha“ a odvezena do krematoria. Na rozdíl od pohřbů předcházejících prezidentů účast veřejnosti nebyla organizována, přesto L. Svobodu doprovázely tisíce občanů, kteří se s ním přišli rozloučit. Po kremaci byla urna uložena v Národním památníku na Vítkově. V roce 1993 byla přenesena do rodinné hrobky Svobodových na hřbitově v Kroměříži.

## Dílo
- SVOBODA, Ludvík; KRAKOVSKÝ, František. Praktická učebnice maďarského jazyka. Hranice: Vojenská akademie, 1932. 118 s.
- SVOBODA, Ludvík. Budujeme novou armádu. Praha: Naše vojsko, 1946. 87 s.
- SVOBODA, Ludvík. Bojovali sme po boku velkej armády. Bratislava: Osveta, 1959. 54 s. (slovensky)
- SVOBODA, Ludvík. Výbor z projevů a článků 1942-1945. Praha: Svoboda, 1970. 176 s.
- SVOBODA, Ludvík. Z Buzuluku do Prahy. 9. vyd. Praha: Mladá Fronta, 1985. 224 s.
- SVOBODA, Ludvík. Cestami života I. Praha: Orego, 1996. 401 s. ISBN 80-902107-5-9.
- SVOBODA, Ludvík. Cestami života II. Praha: Prospektrum, 1992. 401 s. ISBN 80-85431-57-2.
- SVOBODA, Ludvík. Deník z doby válečné. Praha: Mladá Fronta, 2008. 301 s. ISBN 978-80-204-1939-2.

Dokumenty, ve kterých hrál prezident Ludvík Svoboda:
- Czechoslovakia 1968 (1969)
- Spřízněni volbou (1968)
- Odkaz Dukly (1954)

## Pocty a vyznamenání

### Největší Čech
V anketě s názvem Největší Čech pořádané Českou televizí v roce 2005 se Ludvík Svoboda umístil na 72. místě.

### Čestná občanství
Ludvík Svoboda je čestným občanem několika desítek měst. Patří mezi ně například hlavní město Praha, Plzeň, Brno, Ostrava, Kroměříž, Hořice nebo také slovenský Svidník.

### Vyznamenání
Československé řády a dekorace:
- Československá revoluční medaile, se štítkem Zborov
- Řád Bílého lva za vítězství, hvězda I. třídy, udělen 1946
- Řád Slovenského národního povstání, I. stupně, udělen 1946
- Řád Klementa Gottwalda – za budování socialistické vlasti, udělen poprvé 13.4.1959 (matriční číslo 20), udělen podruhé 25.11.1970 (matriční číslo 87)[121][122]
- Řád Republiky, udělen poprvé 7.5.1955 (matriční číslo 241)[121], udělen podruhé 25.11.1955 (matriční číslo 296)[123]
- Řád Vítězného února, udělen 20.2.1973 (matriční číslo 2)[121][124]
- Zlatá hvězda hrdiny ČSSR, udělena poprvé 11.11.1965 (matriční číslo 1), podruhé 30.4.1970 (matriční číslo 15), potřetí 30.5.1975 (matriční číslo 22)[125]
- Řád sokola, s meči, udělen 1919
- Československý válečný kříž 1914–1918, čtyřnásobný nositel
- Československý válečný kříž 1939, trojnásobný nositel
- Československá medaile Za chrabrost před nepřítelem, udělena 1945
- Československá medaile za zásluhy, I. stupně

- Mezispojenecká vítězná medaile
- Pamětní medaile československé armády v zahraničí, se štítkem SSSR, udělena 1945
- Zborovská pamětní medaile
- Bachmačská pamětní medaile
- Pamětní medaile čs. obce dobrovolecké z let 1918–19 (odznak)
- Pamětní odznak Čs. dobrovolce z let 1918–1919 (kříž)

- Pamětní medaile 3. střeleckého pluku Jana Žižky z Trocnova
- Pamětní medaile 4. střeleckého pluku Prokopa Velikého
- Pamětní medaile 5. střeleckého pluku T. G. Masaryka
- Pamětní medaile 6. střeleckého pluku hanáckého
- Pamětní medaile 9. střeleckého pluku Karla Havlíčka Borovského
- Pamětní medaile 10. střeleckého pluku Jana Sladkého Koziny z Hrádku
- Pamětní medaile 21. střeleckého pluku terronského
- Pamětní medaile 30. pěšího pluku Aloise Jiráska
- Pamětní kříž 1. jízdního pluku Jana Jiskry z Brandýsa
- Pamětní kříž 2. jízdního pluku Ruských legií (Sibiřského) (Nitranských kozáků-Sibiřského)
- Pamětní medaile dělostřelectva čs. vojska na Rusi
- Pamětní medaile strojírenské samostatné roty dopravní vlakové dílny čs. vojska na Rusi
- Pamětní medaile čs. dobrovoleckého sboru v Itálii
- Štefánikův pamětní odznak
- Dukelská pamětní medaile
- Sokolovská pamětní medaile
- Diplomový odznak krále Karla IV. (tzv. „Řád Karla IV.“)

- Čestný odznak polního pilota letce čs. armády
- Čestný odznak Československého vojenského pilota
- Odznak čs. partyzána
- Pamětní medaile II. národního odboje
- Čestná medaile zasloužilého bojovníka proti fašizmu I. stupně.

Ruské dekorace z první světové války
- Kříž Svatého Jiřího IV. stupeň za statečnost
- Kříž Svatého Jiřího III. stupeň za statečnost

Sovětské řády a dekorace
- Leninova mírová cena (1970)[121]
- Zlatá hvězda Hrdiny SSSR (1965)
- Leninův řád (1943)
- Řád Suvorova I. třídy
- Řád Suvorova II. třídy
- Medaile „Za vítězství nad Německem“ ve Velké vlastenecké válce
- Medaile Za osvobození Prahy

Polské řády a dekorace:
- Vojenský řád  Virtuti Militari – velkokříž na velkostuze a hvězda (1947).
- Řád Polonia Restituta – velkokříž na velkostuze a hvězda (1969).
- Řád grunwaldského kříže I. třídy (1948).
- Polský válečný kříž – 1944
- Grunwaldský odznak
- Medaile za vítězství a svobodu
- Medaile za Varšavu 1939–1945
- Medaile za Odru a Nisu a Balt

Jugoslávské řády a dekorace:
- Řád národního hrdiny Jugoslávie (Orden narodnog heroja)
- Řád zásluhy za národ I. stupně (Orden zasluge za narod)
- Čestný odznak Jugoslávské armády

Maďarské řády a dekorace:
- Řád za zásluhy I. třídy – hvězda (1950)
- Řád praporu I. třídy
- Kříž za zásluhy 1946

Rumunský řád a dekorace
- Řád Obrany vlasti I. třídy (1960)
- Příležitostný odznak veteránů protifašistického odboje

Finský řád:
- Velkokříž s kolanou Řádu bílé růže (1969)[126]

Řád a dekorace Francie:
- Řád čestné legie – velkodůstojník (Grand Officier de la Legion d'Honneur)
- Válečný kříž 1939–1940

Řád Velké Británie:
- Řád lázně II. třídy – velitelský – (Knight Commander of the Order of the Bath, KCB), udělen 1946[114][127]

Řád USA:
- Řád Legie cti – velitelský stupeň (Legion of Merit degree of Commander) (1945)

### Připomínky
- Pamětní deska Ludvíku Svobodovi v Hroznatíně[128]
- Pomník Ludvíku Svobodovi v Hroznatíně[129]
- Pamětní deska v Kroměříži[130]
- Socha generála Ludvíka Svobody ve Svidníku[131]

## Hodnocení Ludvíka Svobody

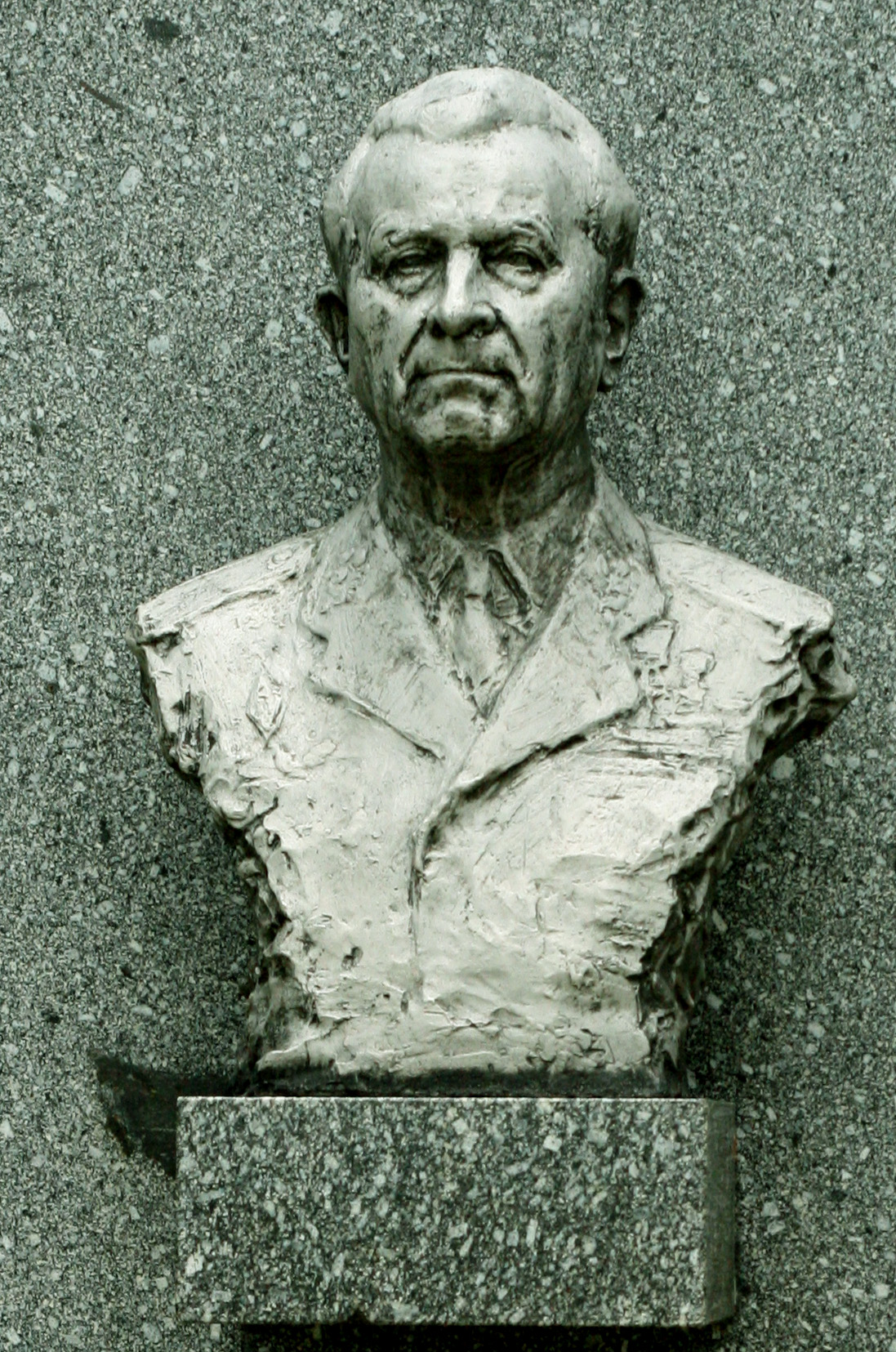
Busta Ludvíka Svobody v „Aleji hrdinov“ na slovenské Dukle

### Předválečné hodnocení
Kloboučník, pplk., velitel dělostřeleckého pluku 12. (12. září 1928): „Škpt. Ludvík Svoboda, pěšího pluku 36, byl přidělen na zkušené u dělostřeleckého pluku 12 od 21/6 do 31/8 1928, k velitelství oddílu 1/12. Prokázal zvýšený zájem a snahu. Své zkušené u dělostřelectva využil plně a správně k důkladnému seznámení se s činností této zbraně. Zvláště jeho pilnost a vytrvalost byla vzorná. Škpt. Svoboda je výborný důstojník, vyspělé čestné povahy, iniciativní, sebevědomý, přesný, velmi inteligentní, bezvadného a vzorného chování ve službě i mimo ní. Celkový výsledek služební činnosti velmi dobrý.“
Velitel leteckého pluku 3 v Piešťanech (podpis nečitelný; 19. července 1931): „… během zkušené (15/6 – 15/7 1931) byl seznámen se zařízeními letky, chodem služby u letky, hlavně pak s taktickou činností letectva. Vykonal celkem 10 letů s krátkými úlohami pěch. a děl. pozorovatele s velmi dobrým výsledkem a během těchto letů natolik seznal let. pozorovatele, takže u své zbraně (části) bude dobrým informátorem, jaké úlohy se mohou od letce požadovati. Výkonnou službu leteckou – pozorovatele – vykonával rád iniciativně – v letounu pracoval klidně, rozvážně, takže docílil velmi dobrých výsledků. Ve službě i mimo službu, jeho chování bylo bezvadné.“
B. Beneš, plukovník pěchoty, velitel 3. pluku J. Ž. z Trocnova (listopad 1938, závěrečný posudek, kvalifikační listina): „Dobrý psycholog a vychovatel. Snadno si získává oddanost podřízených. Dosáhl po stránce mravní a výcvikové, velmi dobrých výsledků. Pro výchovu pořízených důstojníků velmi dobře způsobilý.“
Josef Zmek, brig. gen., velitel divize (14. prosince 1938, závěrečný posudek, kvalifikační listina): „Výborný důstojník, značných vojenských vědomostí, pracovitý spolehlivý, společenský. Stupeň kvalifikace výtečná.“

### Za války
J. Kratochvíl, brig. gen, velitel 1. čs. sboru v SSSR (1943–1944, válečná vložka ke kvalifikační listině): „Je to zkušený velitel, který svoji brigádu za všech okolností vede naprosto spolehlivě, inteligentní, má široký všeobecný i vojenský rozhled. Osobně chrabrý, klidný, má velmi dobré vystoupení, a velmi dobrý vzhled. Má velmi dobrý vliv a pro svoji čestnost všeobecně oblíben. Výtečný důstojník a velitel.“

### Poválečné hodnocení
Václav Černý (literární vědec a spisovatel) hodnotí Ludvíka Svobodu ve svých Pamětech přísně: „Na rozdíl od celého národa jsem nikdy ani minimum národní naděje nespojil s osobou generála Svobody, věděl jsem od února, že postrádá mravní přímosti, má myšlenkový obzor a potenciál podřízeného velitele střední vojenské jednotky; národní neinformovanost, žijící z legend, proměnila ho v symbol národní brannosti, a on pouze sám uvěřil kolektivnímu omylu, vzal za bernou minci metály na svém kabátě a funkce, jimiž ho postupem doby ověsili.“

### Poválečné vzpomínky spolubojovníků
Ve sborníku vzpomínek mužů a žen, vojáků, kteří se s Ludvíkem Svobodou za války osobně setkali a zažili ho jako velitele a nadřízeného je L. Svoboda hodnocen jako výjimečný velitel, s upřímnou starostí o své vojáky, který se často pohyboval v přední linii.
Generálporučík v. v. MUDr. František Engel: „Podplukovník Svoboda věděl, že prapor musí být na frontu dobře připraven. Proto – přes obrovskou různorodost vojáků – trval na velmi důkladném výcviku. Cvičilo se vše, co v té válečné době, která kladla na vojáky velké nároky, bylo potřeba. Dlouhé denní a noční pochody za každého počasí a s plným zatížením byly na denním pořádku. … Když únava byla už nesnesitelná, postavil se velitel do čela, aby vojáky povzbudil svým osobním příkladem. Proto se snažili udržet s ním krok, nechtěli se nechat starým pánem zahanbit. Na něm nikdy nebyla únava znát, tak ji uměl ignorovat.“ „Od samého začátku byl podplukovník Svoboda nesmírně starostlivý velitel. Výtečně znal psychologii vojáka, věděl co mu může – kromě té těžké vojenské služby – život ztěžovat a ztrpčovat. Podle toho jednal. … Náš velitel to všechno prodělával se svými vojáky. Nehřál se v teple, nevysvětloval plamennými slovy od zeleného stolu, že vydržet se dá všechno. Ostatní ho pak následovali, vydávali ze sebe skutečně vše. Velel tenkrát na začátku jen malinké jednotce, takže si dnes snad nikdo nedokáže představit, jaké s ní byly obrovské starosti. Byl si plně vědom toho, že zatím existuje jen jeden jediný prapor, prostě jedináček. A jako s jedináčkem se s ním piplal. Málokdo jiný by to byl dokázal.“
Generálmajor v z. Alfréd Ressel, velitel dělostřelectva 1. čs. armádního sboru: „Voják pozná velmi rychle, zda jeho velitel má srdce – jestli pro něj představuje člověka, anebo je degradován na pouhý nástroj, součást, která pro něj neznamená nic víc, než prostředek k dosažení určitých cílů. … Generál Ludvík Svoboda patřil mezi lidi k nímž jsem získal rychle plnou důvěru pro jeho humanistický přístup k člověku. Všichni vojáci ho proto měli rádi pro jeho přímost, otevřenost a citlivost.“ „Je známo, že Svoboda často chodil do předních linií, i tam, kam ani nemusel. … Sám nevím, proč to vlastně dělal, ale myslím, že chodíval záměrně tam, kde bylo zle, kde věděl, že lidé trpí. Nebylo to od něho žádné reklamní hrdinství. Myslím, že stále hledal kontakt s člověkem. Věděl, že svou přítomností může člověku pomoci tam, kde mu není dobře. Proto téměř nikdy, kdy k tomu měl možnost, nevynechal návštěvu obvaziště a polních nemocnic, kde mluvil s raněnými. … Byl jsem mnohokrát jako velitel dělostřelectva sboru přítomen přípravám, … ’A jak je konkrétně zajištěna pomoc, záloha?’ tázal se tehdy pravidelně Svoboda – jako člověk, hospodář, kterému jde celý souhrn, výsledek i jeho cena k součtu. Znal své lidi a dovedl se jich také zastat.“

## Zajímavosti
Zdeněk Vašíček vzpomíná: „Ludvík Svoboda /.../ v knize svých vzpomínek [Cestami života, 1. díl, 1971] se vyznává ze svého hlubokého zaujetí JLF (J. L. Fischerem) v třicátých letech a podává na dobrých dvaceti stránkách obsah jeho ‘Krize demokracie’. Tento Prezident Dobrotivý samozřejmě o JLF nikdy ani snad neslyšel. Byl jsem to já, který jsem tehdy seznámil jednoho z ghostwriterů jeho pamětí, Oldřicha Janečka, s dílem JLF. Ten se rozhodl šířit jeho myšlenky všemi tehdy možnými prostředky, i tímto. Nedivme se proto, že paměti nebohého prezidenta byly záhy staženy z prodeje.“

### Obraz Ludvíka Svobody ve filmu
Po roce 1989 vzniklo několik filmů, které se zabývaly rokem 1968, které bylo klíčové jak pro stát, který Ludvík Svoboda zastupoval, tak pro Ludvíka Svobodu samotného.
Interpreti:
| Emil Horváth    | České století, režie Robert Sedláček (2014)         |
| Vladimír Hrabal | Dubček, režie Laco Halama (2018)                    |
| Alois Švehlík   | Muž, který stál v cestě, režie Petr Nikolaev (2023) |